# Luus
Luus (mongoliska: Луус Сум, Луус, Luus Sum) är ett distrikt i Mongoliet.   Det ligger i provinsen Dundgobi, i den centrala delen av landet, 280 km söder om huvudstaden Ulaanbaatar.